# Sionisme islamique

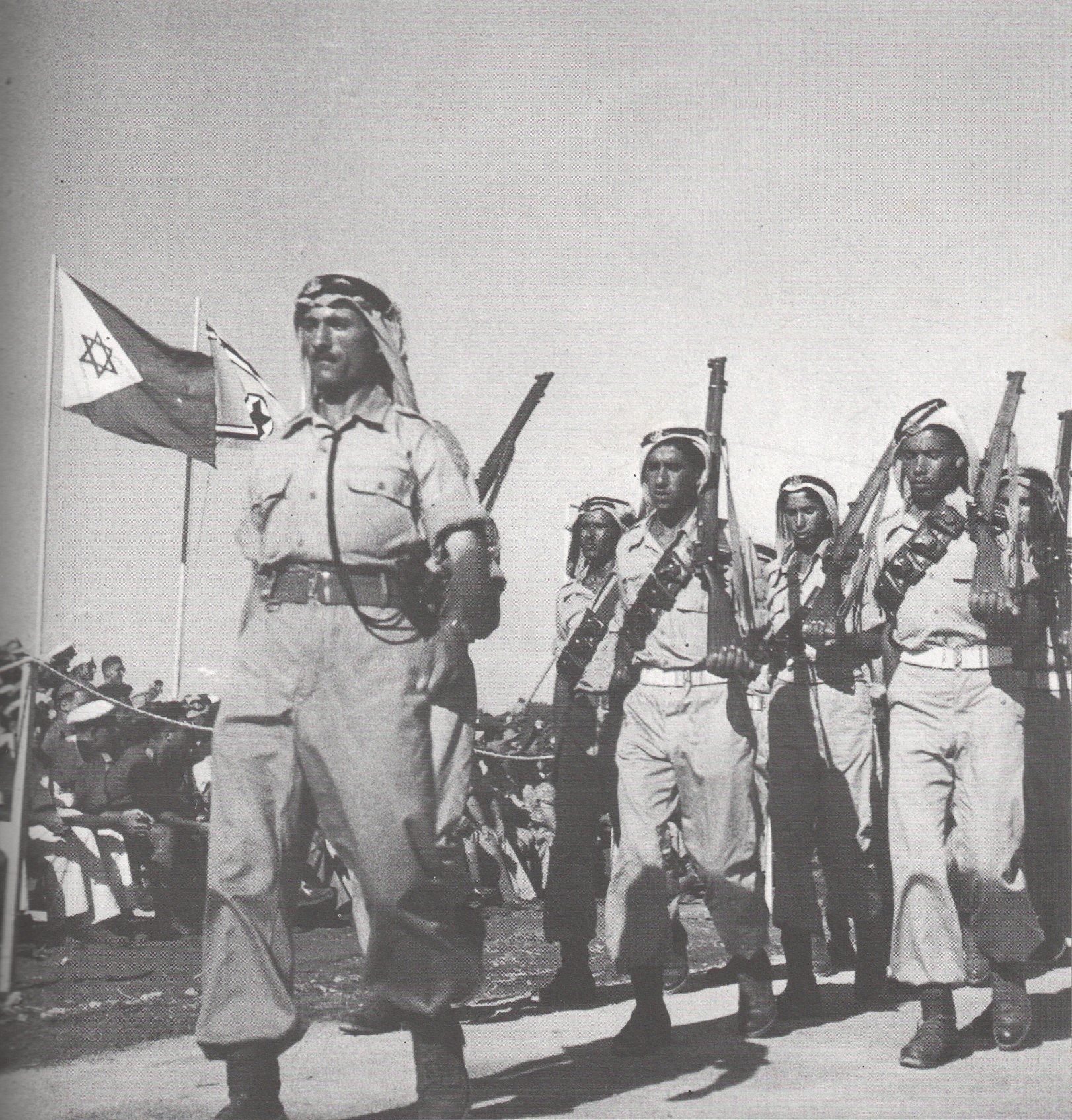
Soldats arabes israéliens à Tel-Aviv, 1949.

Les sionistes musulmans sont les partisans musulmans d'Israël. L'expression fait référence à la fois aux musulmans et aux musulmans culturels soutenant le droit des Juifs à l'autodétermination, et soutenant l'existence associée d'un « foyer national juif » dans la région méridionale du Levant traditionnellement connue sous le nom de Terre d'Israël — foyer national auquel correspond, institutionnellement, l'État d'Israël aujourd'hui. 
Les partisans musulmans d’Israël sont considérés comme rares à la lumière du conflit israélo-palestinien, et du plus vaste conflit israélo-arabe. Au sein du monde musulman, la légitimité de l'État d'Israël a été remise en question depuis sa création, et le soutien au droit d'Israël à exister est une orientation minoritaire. Les musulmans pro-israéliens se sont heurtés à l’opposition des musulmans modérés, des nationalistes arabes laïcs, des chrétiens arabes et des islamistes.
Le soutien à Israël parmi les musulmans a tendance à être plus important au sein des groupes ethniques à prédominance musulmane qui ont eu ou ont des affrontements avec les Arabes ou d'autres ethnies musulmanes antisionistes, comme les Kurdes, les Turcs, les Berbères, les Azéris et les Circassiens et qui sont beaucoup moins favorables au panarabisme et au nationalisme arabe. Un autre cas particulier est celui des Druzes israéliens, adepte d'une branche hétérodoxe de l'Islam qui se considère comme musulmane, bien que de nombreux musulmans orthodoxes les considèrent comme une religion distincte. Toutefois, les Druzes d’autres pays comme le Liban et la Syrie partagent souvent les concepts antisionistes de leur pays.

## Histoire

### Début duXXesiècle

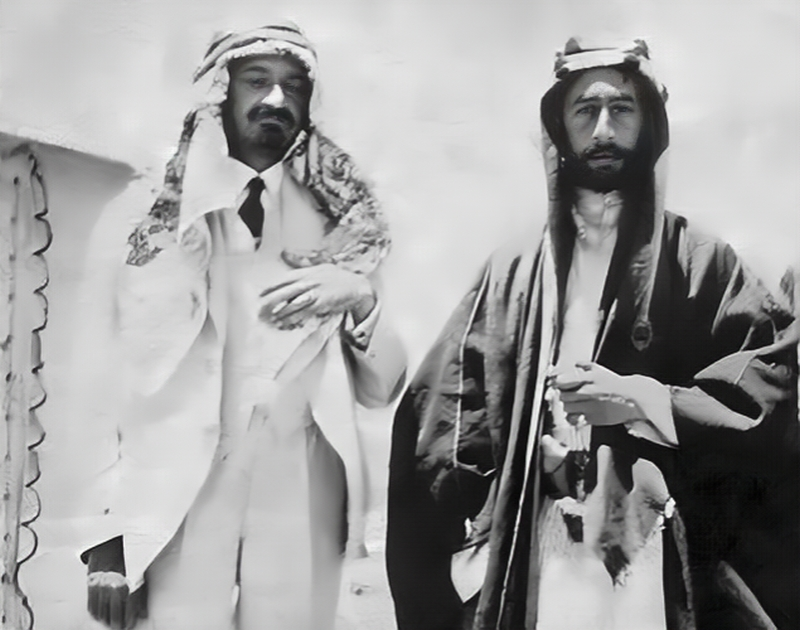
Fayçal Ier (à droite) avec Chaim Weizmann (portant également une robe arabe en signe d'amitié) en Syrie, 1918.

Après la Première Guerre mondiale, le chérif de La Mecque, Hussein ben Ali et son fils, le roi Fayçal du Hijaz puis d'Irak, ont proclamé des opinions pro-sionistes. En revanche, les nationalistes arabes, les islamistes et les socialistes arabes ont été contre.
Le 23 mars 1918, Al Qibla , le quotidien de La Mecque, publiait les mots suivants en soutien à la Déclaration Balfour, appelant les Arabes de Palestine à accueillir les immigrants Juifs et à coopérer avec eux :

« Les ressources du pays [la Palestine] sont encore un sol vierge et seront exploitées par les immigrants juifs (...) nous avons vu des Juifs de pays étrangers affluer vers la Palestine depuis la Russie, l'Allemagne, l'Autriche, l'Espagne et l'Amérique. La cause des causes ne pouvait échapper à ceux qui possédaient le don d’une vision plus profonde. Ils savaient que le pays était pour ses fils originels [abna'ihi-l-asliyin], malgré toutes leurs différences, une patrie sacrée et bien-aimée. Le retour de ces exilés [jaliya] dans leur patrie constituera matériellement et spirituellement une école expérimentale pour leurs frères qui les accompagnent dans les champs, les usines, les métiers et tout ce qui touche à la terre,. »

Le 3 janvier 1919, le fils de Hussein, le roi Fayçal Ier d'Irak et le Dr Chaim Weizmann, président de l'Organisation sioniste mondiale, ont signé l'accord Fayçal-Weizmann pour la coopération arabo-juive, dans lequel Fayçal a accepté sous condition la Déclaration Balfour basée sur le respect des Les promesses britanniques en temps de guerre de développement d’une patrie juive en Palestine et sur quel sujet il a déclaré :

« Nous, Arabes... regardons avec la plus profonde sympathie le mouvement sioniste. Notre députation ici à Paris connaît parfaitement les propositions soumises hier par l'Organisation sioniste à la Conférence de la paix et nous les considérons comme modérées et appropriées. Nous ferons de notre mieux, en ce qui nous concerne, pour les y aider ; nous souhaiterons aux Juifs la plus chaleureuse bienvenue chez nous... J'attends avec impatience, et mon peuple avec moi attend avec impatience, un avenir dans lequel nous vous aiderons et vous nous aiderez, afin que les pays dans lesquels nous sommes mutuellement intéressés puissent à nouveau prendre place dans la communauté des peuples civilisés du monde. »

Assad Choukeiri, un érudit musulman ('alim) de la région d'Acre et père du fondateur de l'Organisation de libération de la Palestine Ahmed Choukeiri, rejetait les valeurs du mouvement nationaliste arabe palestinien et s'opposait au mouvement antisioniste. Il rencontrait régulièrement des responsables sionistes et participait à toutes les organisations arabes pro-sionistes depuis le début du mandat britannique, rejetant publiquement l'utilisation de l'islam par Mohammed Amin al-Husseini pour attaquer le sionisme.

### Temps modernes
Un certain nombre de groupes musulmans ayant des antécédents de conflits avec les Arabes, notamment les Kurdes et les Berbères indépendantistes, ont également exprimé leur soutien à Israël et au sionisme. Ramin H. Artin, de la Kurdish-American Education Society, soutient que la création d'Israël a été « une épine dans le pied des fascistes qui préféreraient éliminer l'État juif ». Il a conclu qu'une alliance israélo-kurde est « naturelle » et que le respect mutuel sincère et la reconnaissance des droits de chacun peuvent conduire à la paix et à la prospérité.
La Turquie soutient également Israël, étant l’un des premiers pays musulmans à reconnaître Israël. Il est également à noter que le commerce entre la Turquie et Israël a battu des records en 2014.

## Réactions envers les partisans musulmans d’Israël
Au Bangladesh, Salah Uddin Shoaib Choudhury, rédacteur en chef du journal Weekly Blitz et autoproclamé « sioniste musulman », a été attaqué et battu en 2006 par une foule de près de 40 personnes, le laissant avec une cheville fracturée. Durant l'assaut, les assaillants ont crié après Choudhury, le qualifiant d'« agent des Juifs ».
Le journaliste koweïtien Abdullah al-Hadlaq a été récemment[Quand ?]arrêté et emprisonné pendant trois ans après que des plaintes ont été déposées contre lui par le Département de lutte contre la criminalité électronique et la cybercriminalité du pays.